# Bartang
Bartang (rusky Бартанг) je řeka v Tádžikistánu (Horský Badachšán) s prameny v Afghánistánu (Badachšán). Celková délka řeky je 528 km, z nichž v délce 133 km teče pod jménem Bartang. Povodí má rozlohu 24 700 km². Na středním toku se nazývá Murgab (rusky Мургаб) a na horním toku Aksu (rusky Aксу)

## Průběh toku
Řeka vytéká pod jménem Aksu (Bílá řeka) z jezera Čakmaktyn v afghánské části Wáchánského údolí. Od svého zdroje sleduje severovýchodní směr, který po vstupu do Tádžikistánu změní na severní. V horní části toku na území Tádžikistánu si razí cestu Pamírským náhorním plató, přinášejíc tak životodárnou vláhu do vyprahlé vysokohorské pouště. Řeka protéká nevelkým správním střediskem východního Pamíru Murgabem (podle této zapomenuté lokality se změní její jméno na Murgab), odkud nabere striktně východo-západní směr a namíří své kalné vody k zaledněným velikánům Vysokého Pamíru.
Postupně si klestí cestu stále hlubšími údolími. Zhruba 200 km na západ od Murgabu byl v roce 1911 její tok přehrazen mohutným sesuvem půdy vyvolaným silným zemětřesením (tzv. Usojský zával). Přehrazením toku vzniklo velkolepé Sarezské jezero, které poskytuje nemnoha návštěvníkům nevšední podívanou. Zároveň je však vpravdě časovanou bombou, neboť další zemětřesení může porušit nynější hráz a způsobit tak apokalyptické záplavy v západní a jižní části Tádžikistánu a příhraničních oblastech Afghánistánu a Uzbekistánu.
Pod hrází Sarezského jezera přibírá Murgab ze severu řeku Kudaru a konečně vytváří vodní tok s názvem Bartang tekoucí směrem jihozápadním zbývajících 133 km. Údolí řeky Bartang je poměrně hustě osídleno, jeho návštěva poskytne jak zajímavý krajinný tak i kulturně-folklorní zážitek.
Bartang končí svou pouť jako pravý přítok hraniční řeky Pandž (zdrojnice Amudarji) nedaleko tádžického města Vomar (aka Rušon).

## Přístup
Nejsnadnější přístup do údolí pro motorová vozidla představuje částečně zpevněná silnice vedoucí z Vomaru (Rušonu) vzhůru údolím až do vesnice Kudara. Je možné přijet i ze strany Murgabu od jezera Kara-kul, tato příjezdová trasa je ale ve velmi bídném stavu. Na horním toku řeky (kdy se ještě nazývá Aksu) vede z Murgabu až k afghánským hranicím zpevněná silnice s odbočkou na hraniční přechod s Čínou v sedle Kulma.

## Vodní režim
Zdrojem vody jsou převážně sněhové srážky a horské ledovce. Průměrný průtok vody v ústí činí 128 m³/s.

## Využití
Na řece byla vybudována Tudžanská vodní elektrárna.